# Nino Taranto
Antonio Eduardo Taranto, más conocido como Nino Taranto (Nápoles, Italia, 28 de agosto de 1907-ib., 23 de febrero de 1986), fue un actor teatral y cinematográfico, humorista y cantante de nacionalidad italiana.

## Biografía

### Teatro

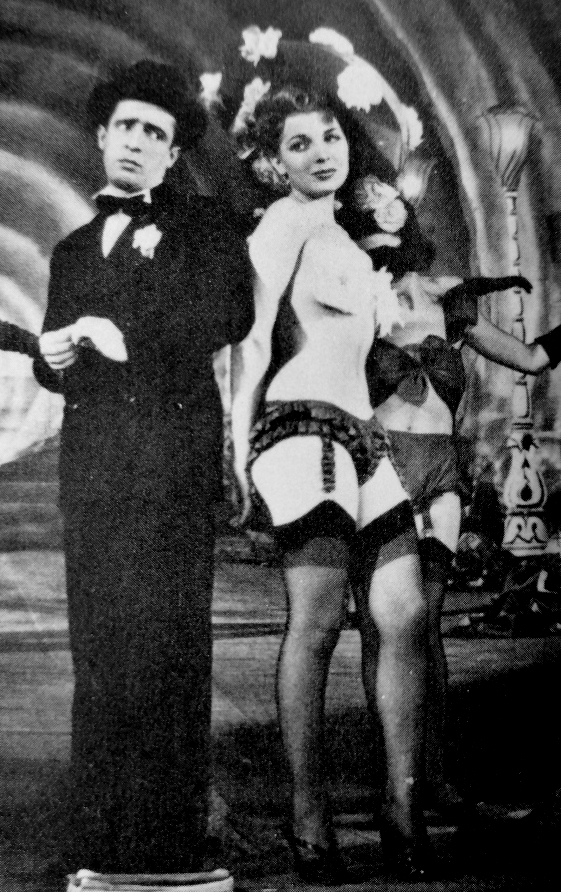
Nino Taranto e Isa Barzizza en un espectáculo de variedades (1947).

Nació en Vico Carbonari, una calle del barrio napolitano de Pendino, tercero de nueve hijos, del sastre Raimondo Taranto y Maria Salomone, siendo registrado con el nombre Antonio Eduardo. Se inició a los trece años de edad en el Teatro Centrale de Nápoles, interpretando la que iba a convertirse en su especialidad: la «canzone in giacca», la recitación y la interpretación como actor de carácter, llegando a ser uno de los más amados actores del público italiano.
En 1927 entró en la compañía Salvatore Cafiero-Eugenio Fumo, y en 1928 se dedicó con éxito a la escritura de guiones. Invitado a una gira por los Estados Unidos, volvió con mil dólares que utilizó para financiar  su primera compañía de variedades, la cual duró únicamente quince días y acabó en un total desastre.
En 1933 fue descubierto por Anna Fougez, que le hizo debutar en el teatro de revista, a la cual se dedicaría hasta el final de la Segunda Guerra Mundial, y en la que trabajó junto a Wanda Osiris y Titina De Filippo, dando vida a extraordinarios personajes de macchietta, incluyendo al inolvidable Ciccio Formaggio.
Su canotier fue uno de los símbolos de su comicidad, e inspiró algunos afortunados espectáculos de revista como Mazza, Pezza e Pizzo y Quagliarulo se ne va, además del popular film Il barone Carlo Mazza, de Guido Brignone (1948).
También se dedicó al teatro convencional, constituyendo una compañía propia en 1955 y representando, además de farsas y comedias ligeras, textos de su amigo y maestro Raffaele Viviani, entre ellos L'ultimo scugnizzo (1956) y Don Giacinto (1961).
En sus últimos años regresó con éxito al teatro dialectal, sobre todo actuando en compañía de Luisa Conte y de su hermano Carlo Taranto.

### Cine

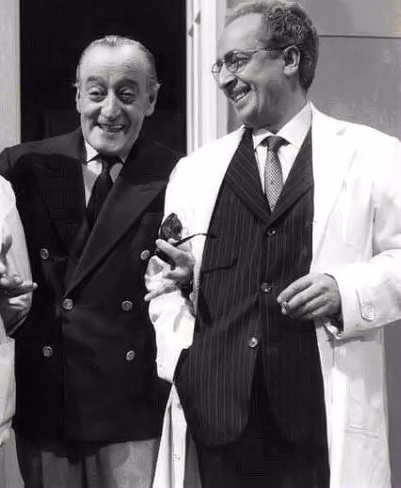
Taranto con Totò.

Debutó en el cine en 1938 con Nonna Felicita de Mario Mattoli y estuvo permanentemente activo tras finalizar la guerra, interpretando un centenar de películas, entre ellas I pompieri di Viggiù, también de Mattoli (1949). 
Fue un intérprete versátil. Igualmente actuó con el canotier del macchiettista como con el ropaje del desafortunado profesor de Anni facili (de Luigi Zampa, 1953), película que le valió un Nastro d'argento. Hizo el brillante papel de Accadde al commissariato (de Giorgio Simonelli, 1954), y la comedia costumbrista Mariti in città (de Luigi Comencini, 1957), y también la cinta dramática Italia piccola (de Mario Soldati, 1957). Logró, sin embargo, expresar su vis cómica actuando junto al gran Totò, de quien fue confiable y devoto apoyo: de la complicidad de Tototruffa 62 de Camillo Mastrocinque (1961) a la parodia de Totò contro Maciste (1962) de Fernando Cerchio, hasta el abrumador Il monaco di Monza de Sergio Corbucci (1963). 
Desde mediada la década de 1960 hasta 1971 (año en el que rodó su último film), Taranto tomó parte, como actor de carácter, en diecinueve filmes del género musicarello, trabajando junto a artistas importantes de la música ligera como Gianni Morandi y Albano Carrisi.

### Radio

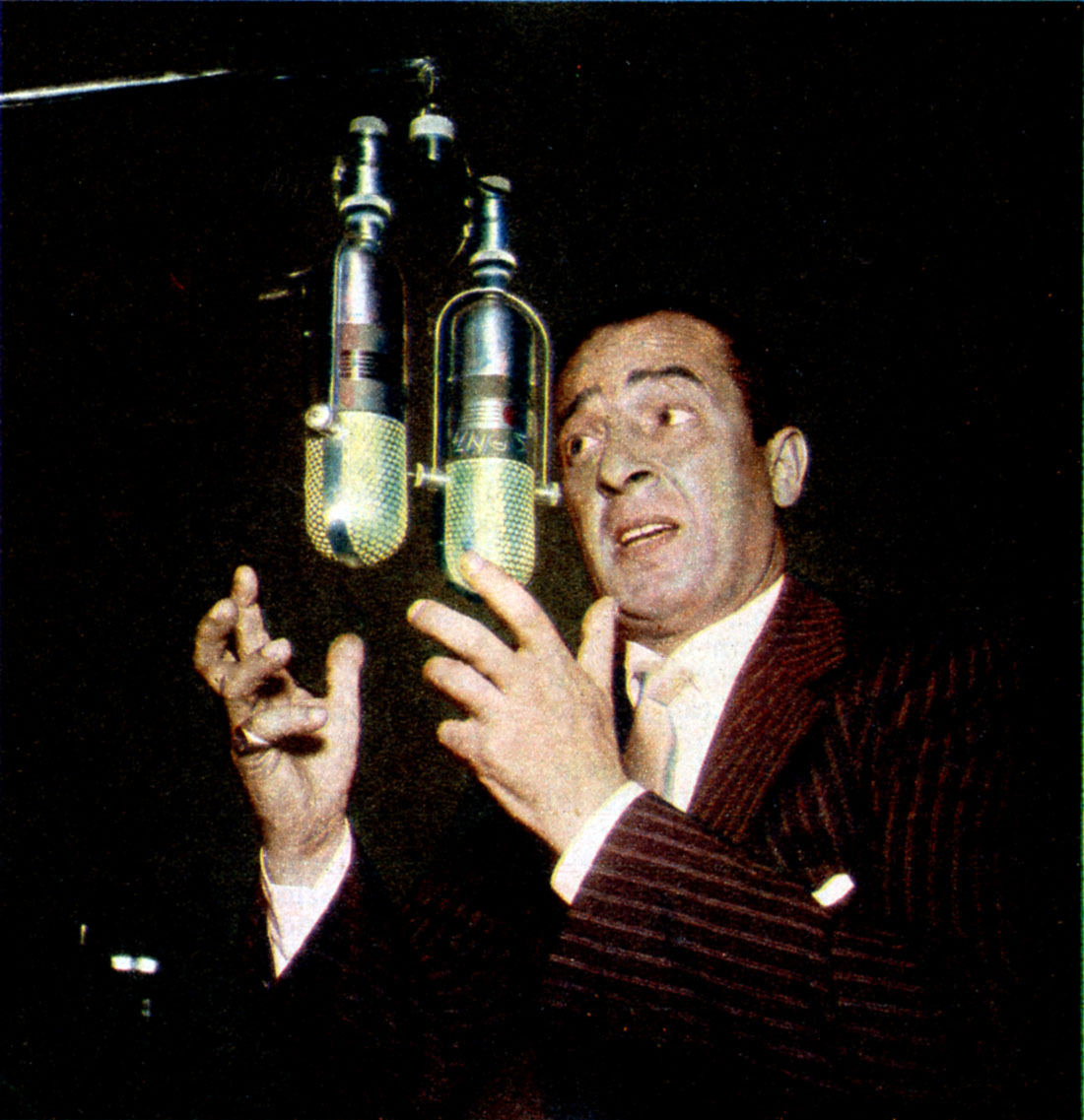
En el programa de radio Rosso e nero (foto de la revista Radiocorriere, 1956).

Nino Taranto fue también uno de los cómicos más activos en la radio, medio en el que acentuó, además de la elegancia que le distinguía sobre el escenario, su voz dúctil y su alegre caracterización napolitana. En la década de 1950 participó en muchos de los más populares espectáculos radiofónicos de variedades del momento (Rosso e nero, 1951; Chicchirichì, 1953; L'occhio magico, 1954; Fermo posta, 1956) y dirigió Il fiore all'occhiello (1958).
Interpretó también numerosas revistas centradas en el asunto del «napolitano en New York», como La ninotarantella de Francesco Nelli y Mario Mangini (1954, dirección radiofónica de Nino Meloni), Biancaneve e i sette Nini de Dino Verde (1955, dirigida por Riccardo Mantoni) y Chi sarà sarà, también de Verde (1958, dirigida por Maurizio Jurgens); así como revistas de tema variado, entre ellas Caviale e lenticchie de Giulio Scarnicci y Renzo Tarabusi (1957), Tarantella di fuoco de Luigi Compagnone y Ezio Zefferi (1958) y la fantasía científica La bellissima époque de Dino Verde (1960).
Fue protagonista también de varias comedias como Mettiamo le carte in tavola de Aldo Giuffré y Antonio Ghirelli (1956, dirección de Mantoni), Bello di papà de Giuseppe Marotta y Belisario Randone (1960, por Giandomenico Giagni) y L'imbroglione onesto del predilecto Viviani (1961, dirección de Vittorio Viviani).
Muy bien recibidos por el público radiofónico fueron también sus variados "one man show" con los que conseguía sus mayores éxitos, desde Mostra personale (1958, dirección de Giagni) a Il mio spettacolo: Nino Taranto de Francesco Luzi (1961, dirigido por Marco Lami), a Paglietta a tre punte (1963).
Incluso en la década de 1970 tuvo una intensa actividad radiofónica. Participó en varias ediciones del célebre programa Gran varietà, y en 1976 interpretó, para el ciclo Una commedia in trenta minuti, la pieza Piccolo caffè de Tristan Bernard, Il signor di Pourceaugnac de Molière y Socrate immaginario de Ferdinando Galiani, todas bajo la dirección de Gennaro Magliulo.
En 1977 fue uno de los presentadores de Un altro giorno y de Pagine napoletane, mientras que en 1980 participó en La bella bionda de Vittorio Imbriani, y en 1981 volvió a actuar como presentador, en este caso de Lezione di farsa.

### Televisión

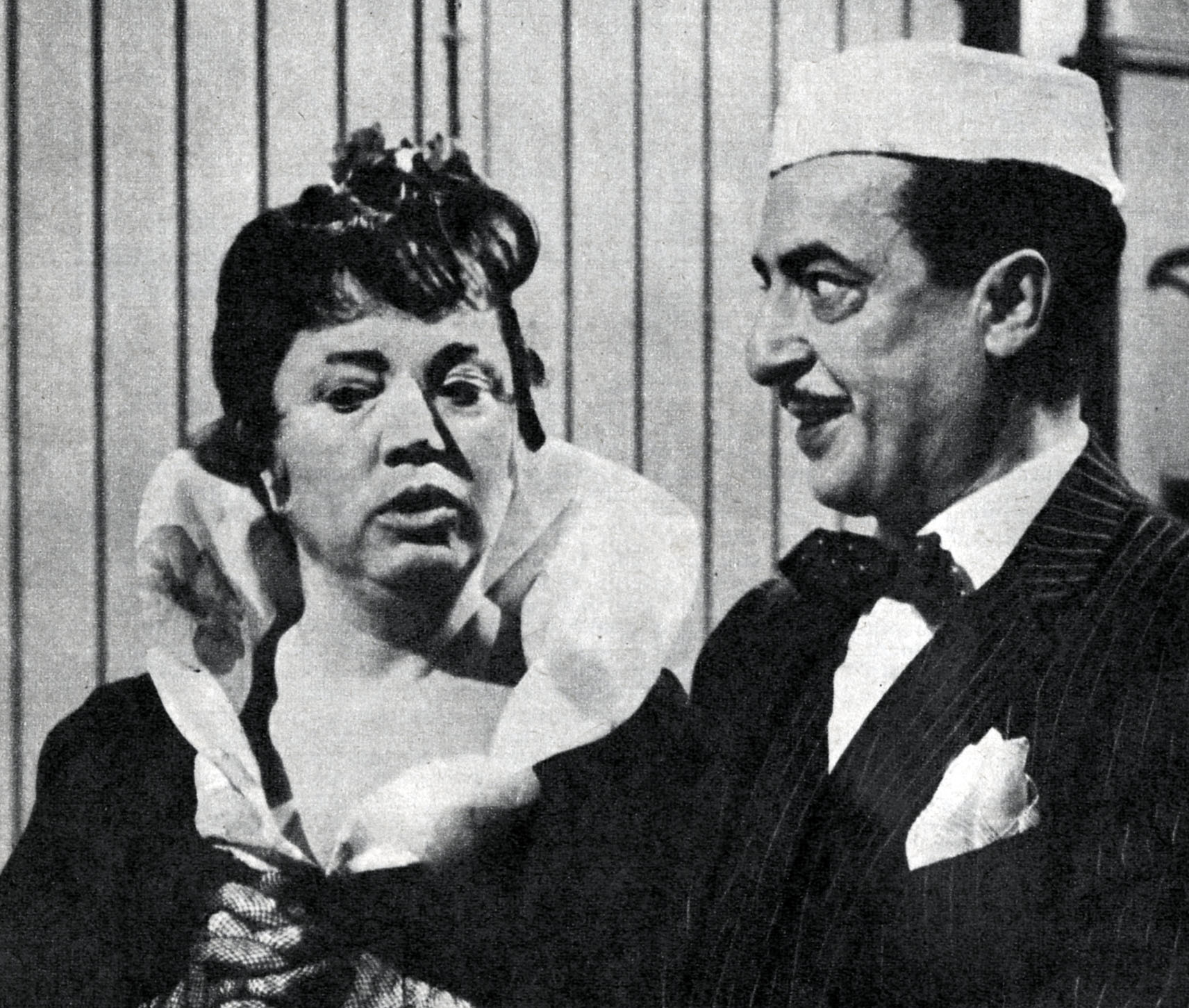
Junto a Anna Maestri en Agenzia matrimoniale, RAI (1963).

En la década de 1960 aumentó su popularidad con numerosas participaciones televisivas, como en el programa Lui e lei con Delia Scala (1956), Lui, lei e gli altri (1956), y la edición 1964-65 de Canzonissima titulada Napoli contro tutti, todo ello sin abandonar la radio.
En 1962 dirigió Il cronotrotter, mientras que en 1968 interpretó Cinque rose per Nanninella. Gran éxito tuvo su participación en el programa de variedades Io, Agata e tu (1970), dirigido por Romolo Siena, y en el que le acompañaba el cantante Nino Ferrer y una jovencísima Raffaella Carrà. En este programa presentó con éxito una canción de su repertorio como macchiettista, Agata.
Fue invitado en 1974 a participar en un episodio de Milleluci, dirigido por Antonello Falqui, en el cual retomó una de sus actuaciones de macchiettista junto a Mina Mazzini y Raffaella Carrà.

## Fallecimiento
Nino Taranto falleció en Nápoles en 1986, a los setenta y ocho años de edad. Fue enterrado en la capilla familiar del cementerio de Poggioreale.

## Filmografía

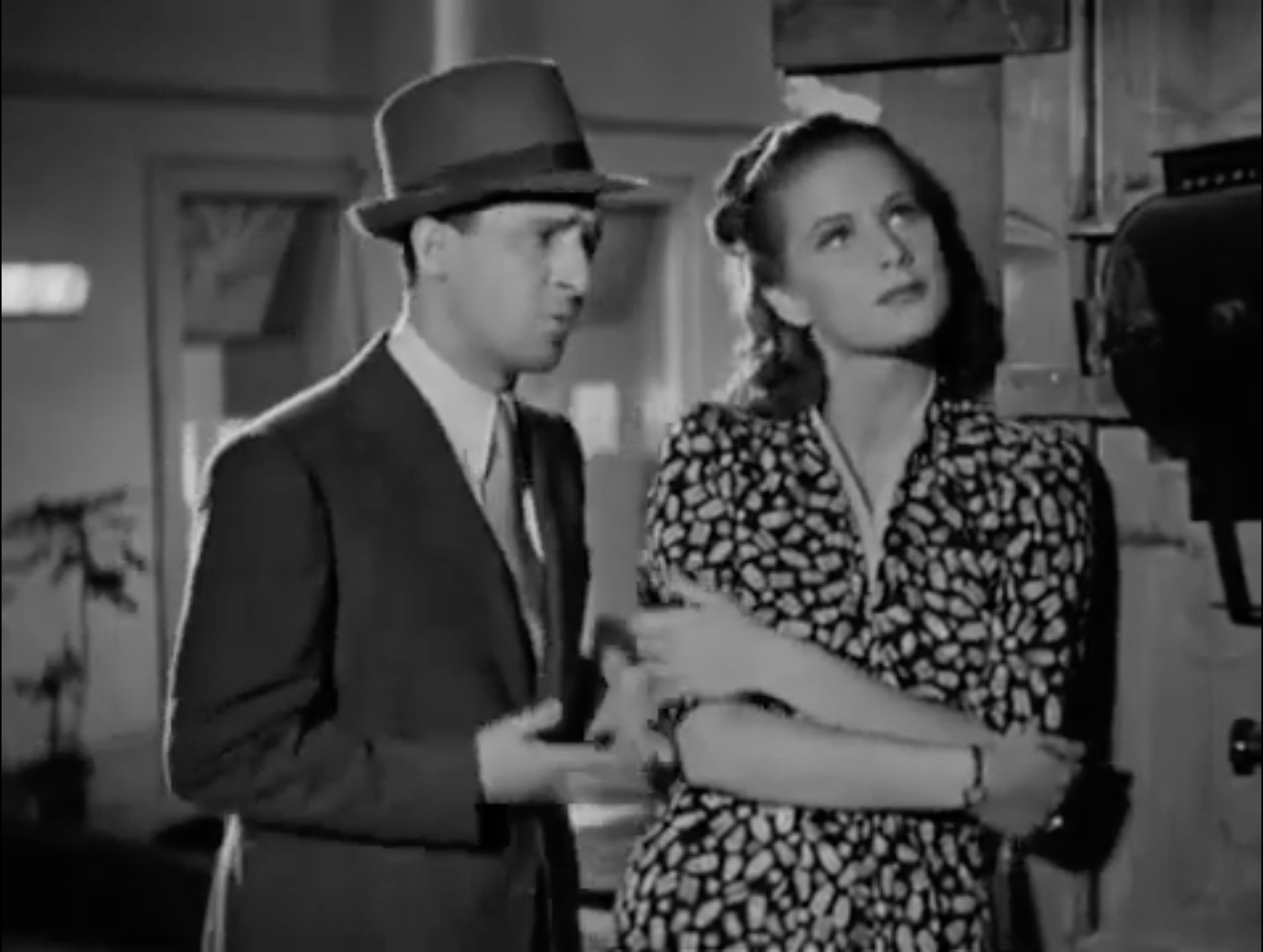
Nino Taranto y Alida Valli
en una escena de L'ha fatto una signora.

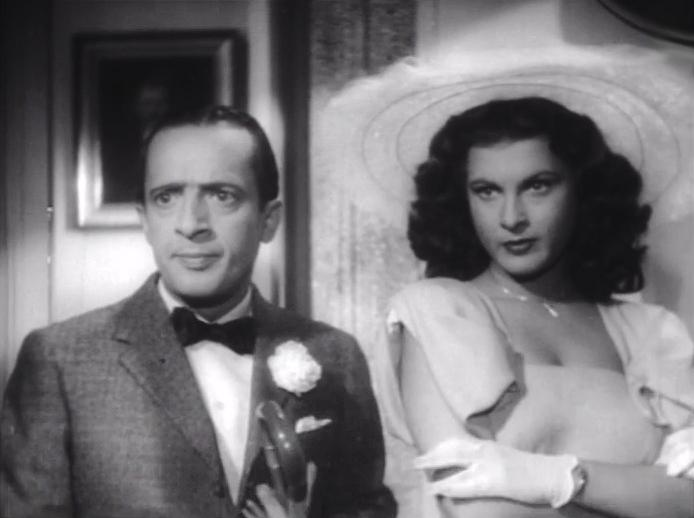
Con Silvana Pampanini en la película
Il barone Carlo Mazza.

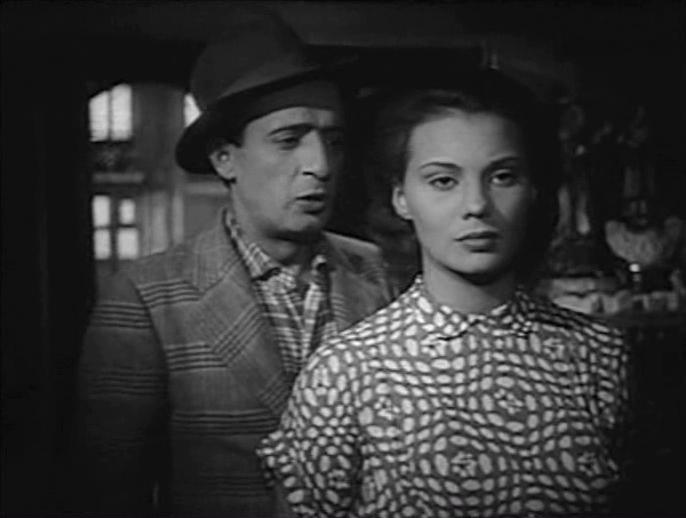
Taranto y la actriz francesa Hélène Rémy
en Un ladro in paradiso.

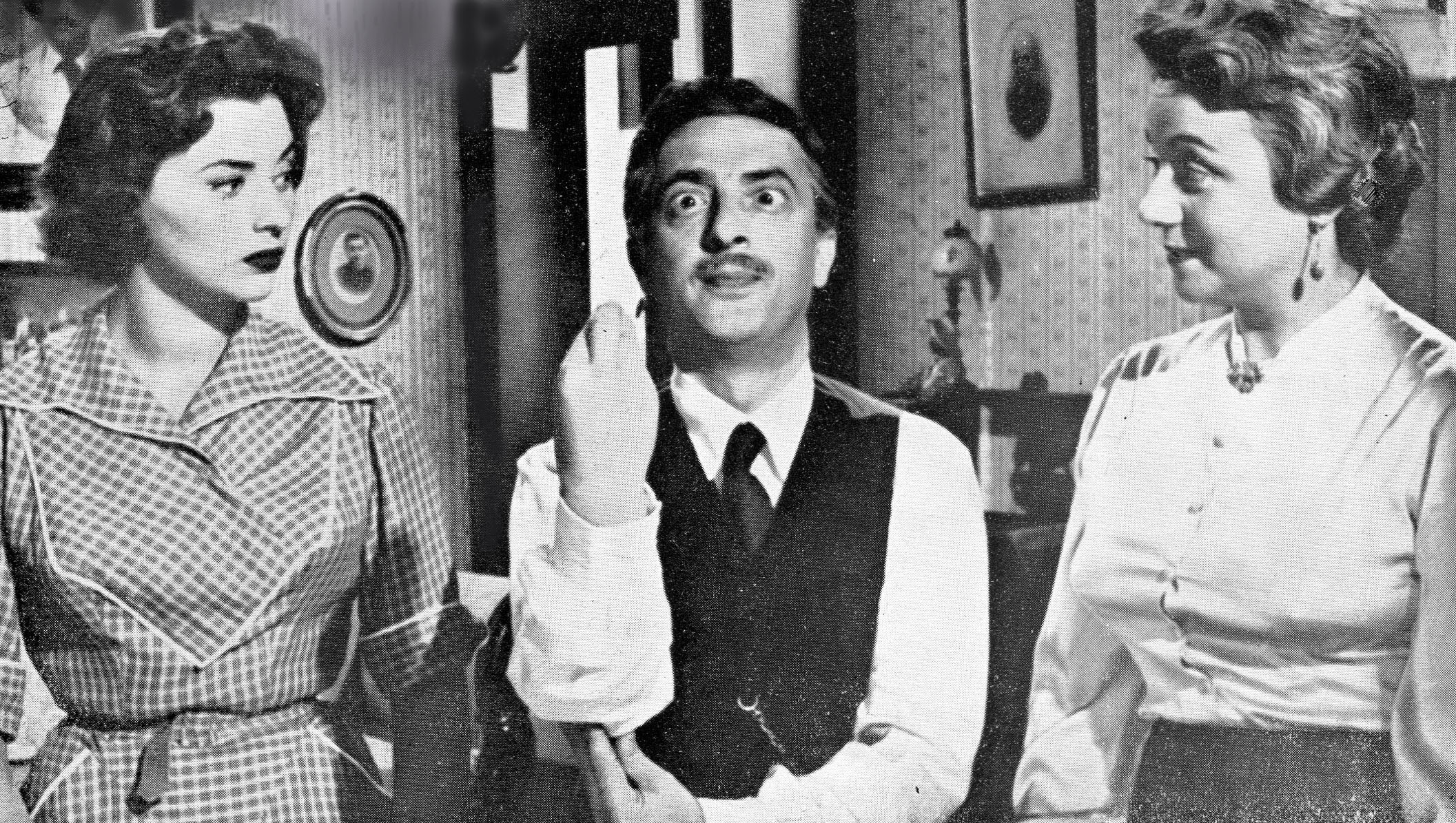
Entre Giovanna Ralli y Clelia Matania
en un fotograma de Anni facili.

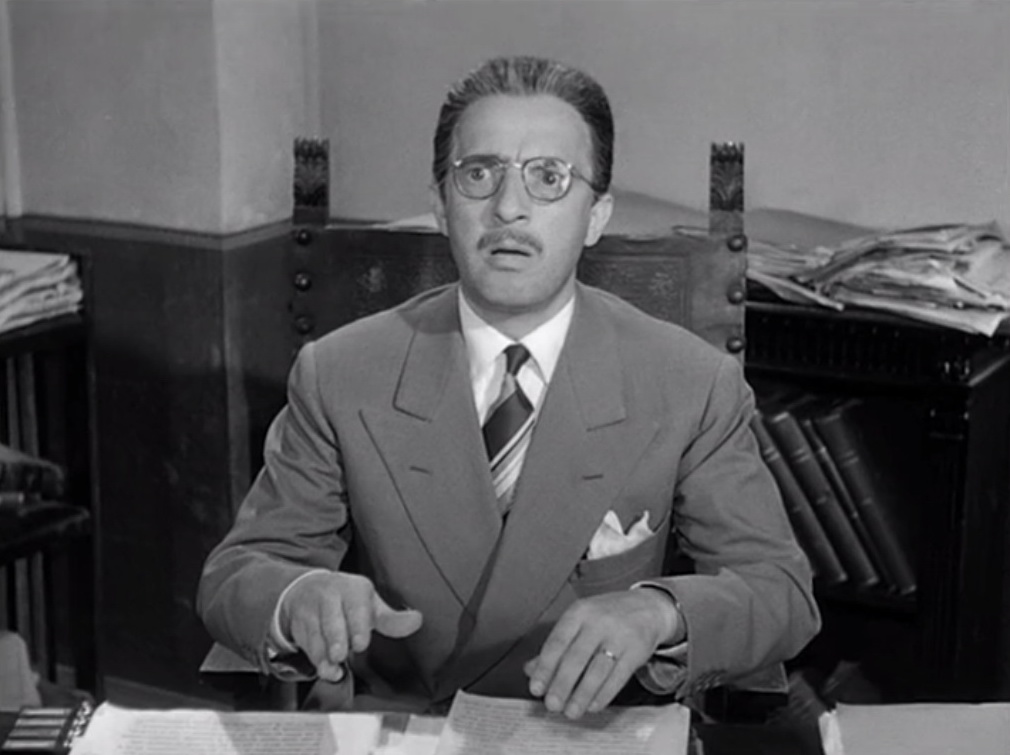
En una escena de Accadde al commissariato.

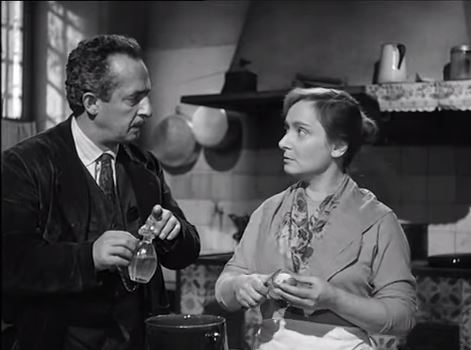
Junto a Rosita Pisano en Arrivano i dollari!.

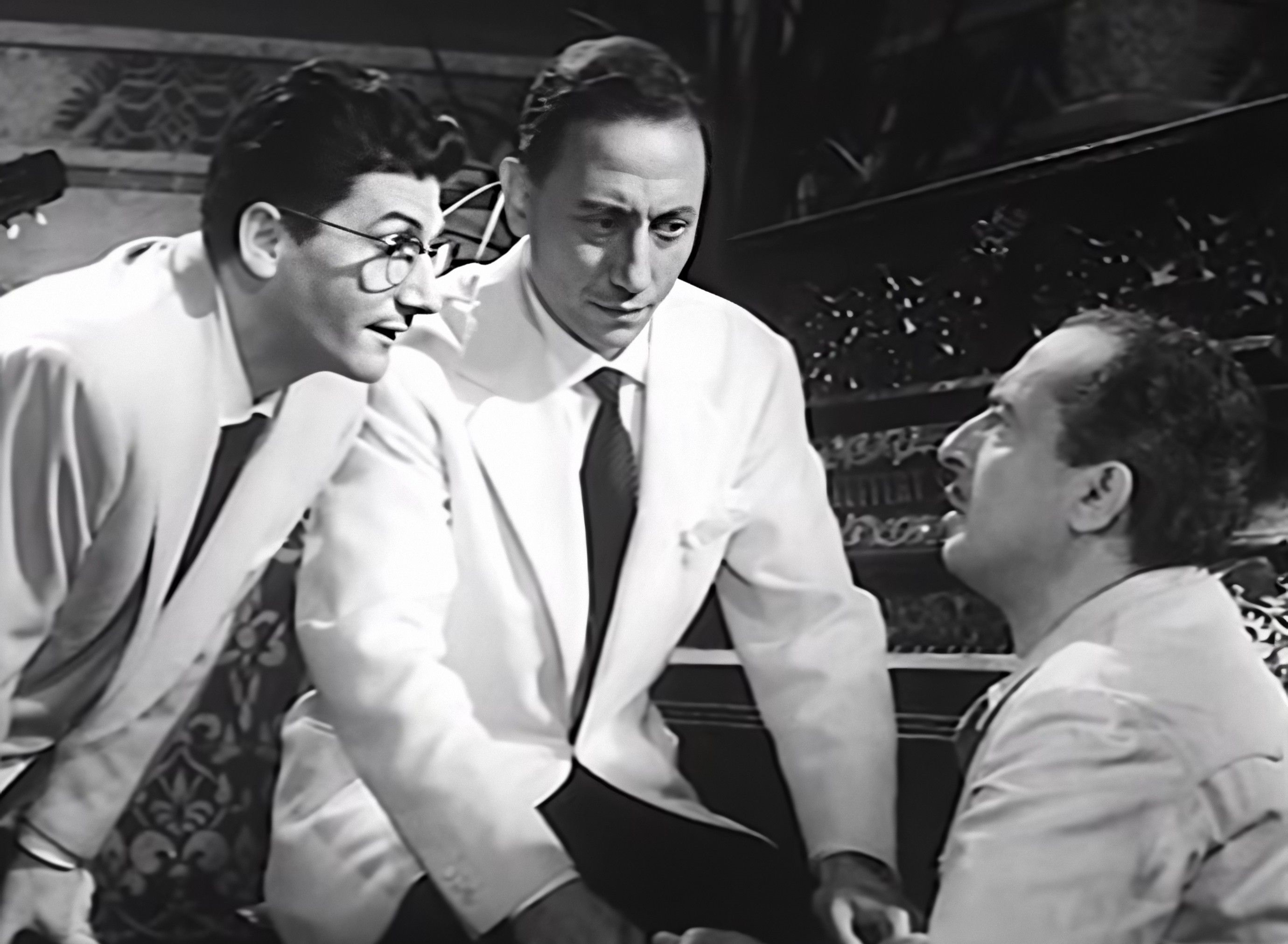
Gegè Di Giacomo, Renato Carosone y
Nino Taranto en Caravan Petrol.

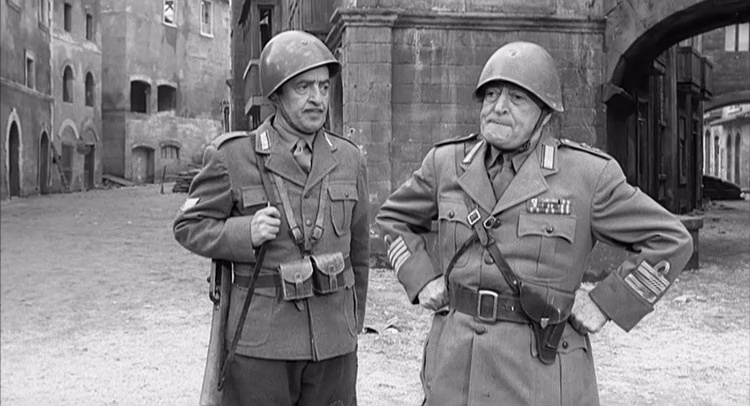
Nino Taranto y Totò en un fotograma de I due colonnelli.

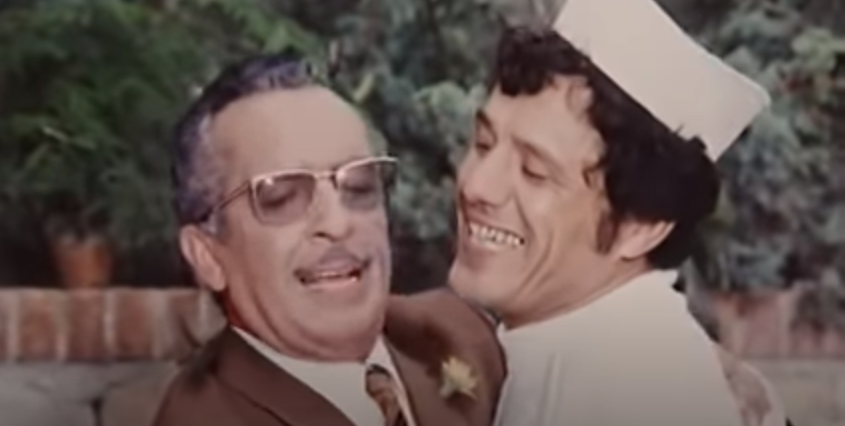
Con Franco Franchi en Stasera mi butto.

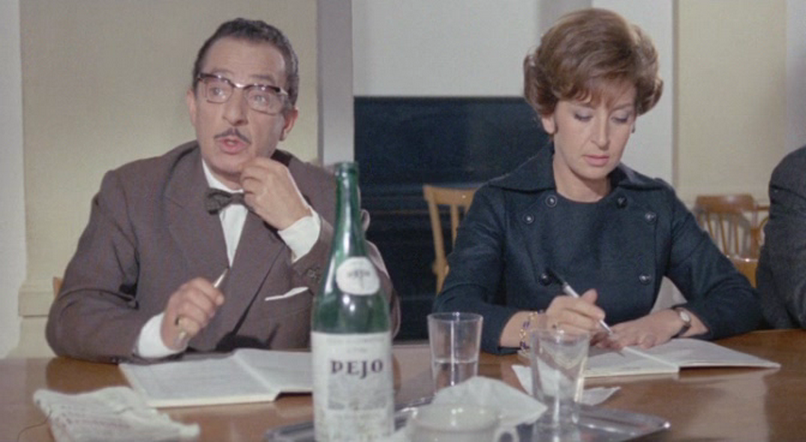
Taranto y Antonella Steni
en una escena de Nel sole.

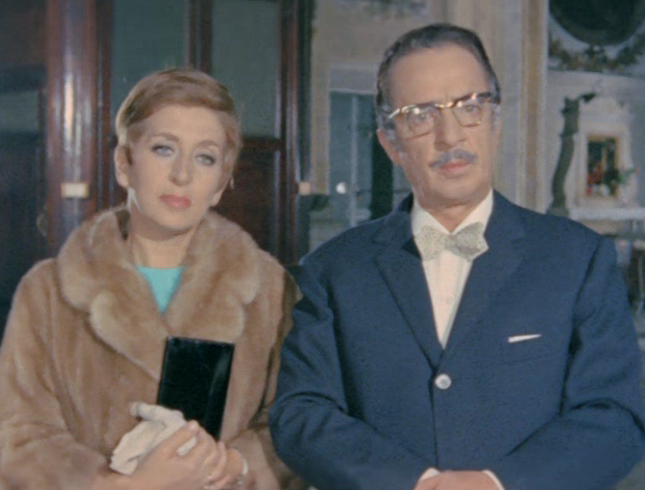
Junto a Antonella Steni
en Il ragazzo che sorride.

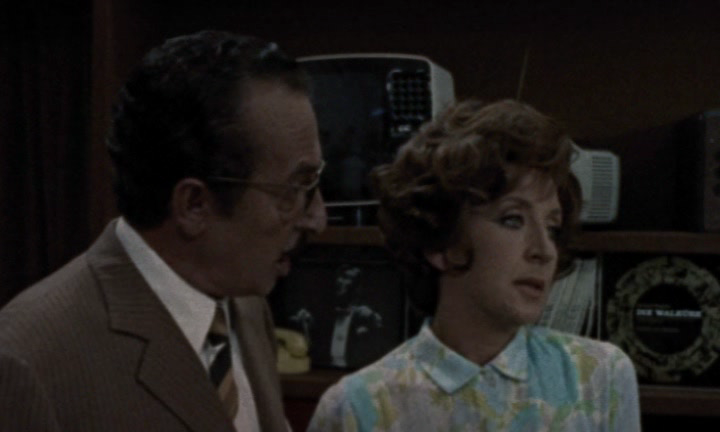
En la película Pensando a te
con Antonella Steni.

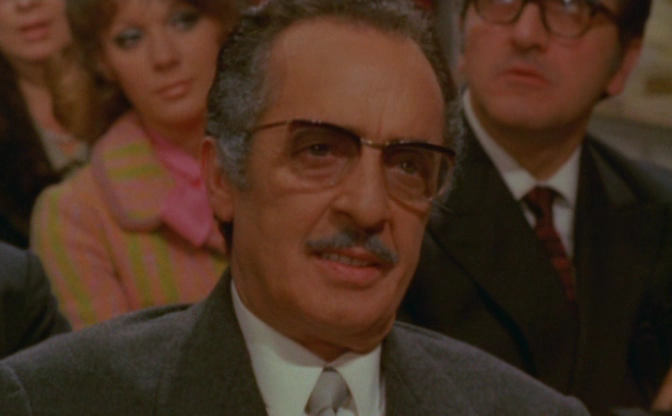
Un primer plano de Taranto
en Mezzanotte d'amore.

| - Nonna Felicita, de Mario Mattoli (1938) - L'ha fatto una signora, de Mario Mattoli (1938) - Eravamo sette vedove, de Mario Mattoli (1939) - La canzone rubata, de Max Neufeld (1940) - Tutta la città canta, de Riccardo Freda (1943) - Lo sciopero dei milioni, de Raffaello Matarazzo (1947) - Dove sta Zazà?, de Giorgio Simonelli (1947) - Il barone Carlo Mazza, de Guido Brignone (1948) - Accidenti alla guerra!..., de Giorgio Simonelli (1948) - Se fossi deputato, de Giorgio Simonelli (1949) - La cintura di castità, de Camillo Mastrocinque (1949) - I pompieri di Viggiù, de Mario Mattoli (1949) - Botta e risposta, de Mario Soldati (1949) - Libera uscita, de Duilio Coletti (1950) - Tizio, Caio, Sempronio, de Marcello Marchesi, Vittorio Metz y Alberto Pozzetti (1951) - Licenza premio, de Max Neufeld (1951) - Fiorenzo il terzo uomo, de Stefano Canzio (1951) - Un ladro in paradiso, de Domenico Paolella (1951) - È arrivato l'accordatore, de Duilio Coletti (1952) - Café Chantant, de Camillo Mastrocinque (1954) - Anni facili, de Luigi Zampa (1953) - Milanesi a Napoli, de Enzo Di Gianni (1954) - Accadde al commissariato, de Giorgio Simonelli (1954) - Assi alla ribalta, de Ferdinando Baldi y Giorgio Cristallini (1954) - La moglie è uguale per tutti, de Giorgio Simonelli (1955) - Moglie e buoi, de Leonardo De Mitri (1956) - A sud niente di nuovo, de Giorgio Simonelli (1956) - Mariti in città, de Luigi Comencini (1957) - Italia piccola, de Mario Soldati (1957) - Arrivano i dollari!, de Mario Costa (1957) - Il terribile Teodoro, de Roberto Bianchi Montero (1958) - Don Vesuvio, de Siro Marcellini (1958) - I prepotenti, de Mario Amendola (1958) - Mogli pericolose, de Luigi Comencini (1958) - Avventura a Capri, de Giuseppe Lupartiti (1958) - Prepotenti più di prima, de Mario Mattoli (1959) - Ferdinando I, re di Napoli, de Gianni Franciolini (1959) - Caravan petrol, de Mario Amendola (1960) | - Tototruffa 62, de Camillo Mastrocinque (1961) - Pesci d'oro e bikini d'argento, de Carlo Veo (1961) - Che femmina... e che dollari!, de Giorgio Simonelli (1961) - Lo smemorato di Collegno, de Sergio Corbucci (1962) - Totò contro Maciste, de Fernando Cerchio (1962) - I quattro monaci, de Carlo Ludovico Bragaglia (1962) - Il giorno più corto, de Sergio Corbucci (1962) - Il segugio, de Bernard-Roland (1962) - Le massaggiatrici, de Lucio Fulci (1962) - I due colonnelli, de Steno (1962) - Totò contro i 4, de Steno (1963) - I quattro moschettieri, de Carlo Ludovico Bragaglia (1963) - Il monaco di Monza, de Sergio Corbucci (1963) - Uno strano tipo, de Lucio Fulci (1963) - Napoleone a Firenze, de Piero Perotti (1963) - Una lacrima sul viso, de Ettore Maria Fizzarotti (1964) - In ginocchio da te, de Ettore Maria Fizzarotti (1964) - Se non avessi più te, de Ettore Maria Fizzarotti (1965) - Non son degno di te, de Ettore Maria Fizzarotti (1965) - Rita la zanzara, de Lina Wertmüller (1966) - Perdono, de Ettore Maria Fizzarotti (1966) - Nessuno mi può giudicare, de Ettore Maria Fizzarotti (1966) - Mi vedrai tornare, de Ettore Maria Fizzarotti (1966) - Dio, come ti amo!, de Miguel Iglesias (1966) - Te lo leggo negli occhi, de Camillo Mastrocinque (1966) - Stasera mi butto, de Ettore Maria Fizzarotti (1967) - Il ragazzo che sapeva amare, de Enzo Dell'Aquila (1967) - Franco, Ciccio e le vedove allegre, de Marino Girolami (1967) - Nel sole, de Aldo Grimaldi (1967) - Operazione ricchezza, de Vittorio Musy Glori (1967) - Chimera, de Ettore Maria Fizzarotti (1968) - L'oro del mondo, de Aldo Grimaldi (1968) - Il ragazzo che sorride, de Aldo Grimaldi (1968) - Totò story, de AA. VV. (1968) - Il suo nome è Donna Rosa, de Ettore Maria Fizzarotti (1969) - Pensando a te, de Aldo Grimaldi (1969) - Mezzanotte d'amore, de Ettore Maria Fizzarotti (1970) - Ninì Tirabusciò la donna che inventò la mossa, de Marcello Fondato (1970) - Venga a fare il soldato da noi, de Ettore Maria Fizzarotti (1971) |

## Programas radiofónicos
- Capitan Fracassa, por la escuela de Michele Galdieri, 1950.
- Il fiore all'occhiello, dirección de Riccardo Mantoni, 1958.

## Programas televisivos
- Lui e Lei, con Nino Besozzi, Gianni Agus y Ferruccio Amendola. Dirección de Vito Molinari. 19 de junio de 1956.
- Io, Agata e tu, programa de variedades presentado junto a Nino Ferrer.
- Nino Taranto Story

## Teatro televisado
- La fucilazione di Pulcinella, con Giacomo Furia, Gennarino Palumbo y Nino Taranto. Dirección de Gennaro Magliulo. 7 de agosto de 1973.

## Distinciones honoríficas
- Gran Oficial de la Orden al Mérito de la República Italiana